# Velipojë
Velipojë nebo též Velipoja je přímořské letovisko a bývalá obec v Albánii v kraji Skadar. Od roku 2015 je součástí obce města Skadar, od kterého se nachází asi 30 km jihozápadně. V roce 2011 zde žilo celkem 5 031 obyvatel.

## Geografie

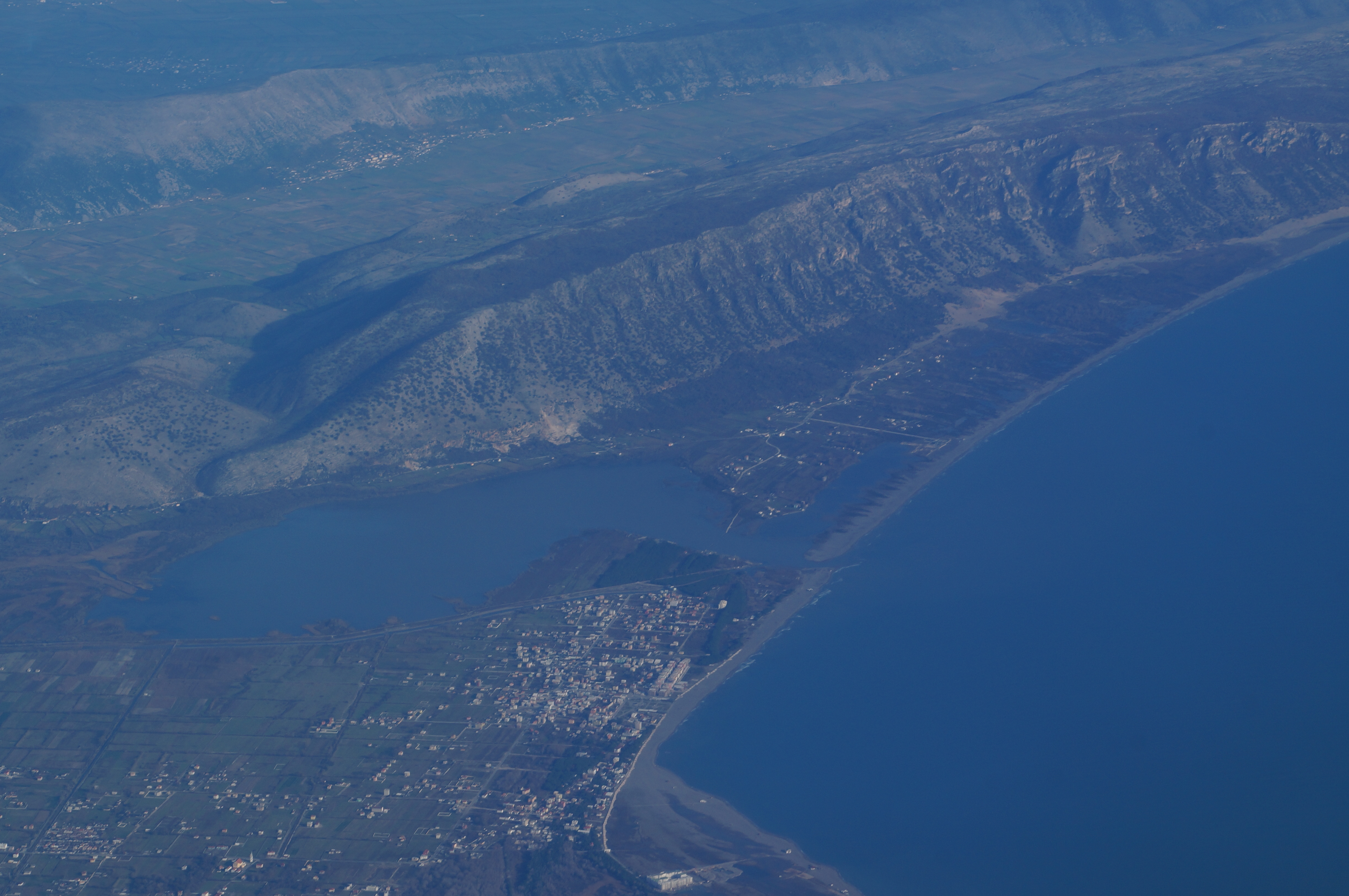
Letecký pohled na Velipojë

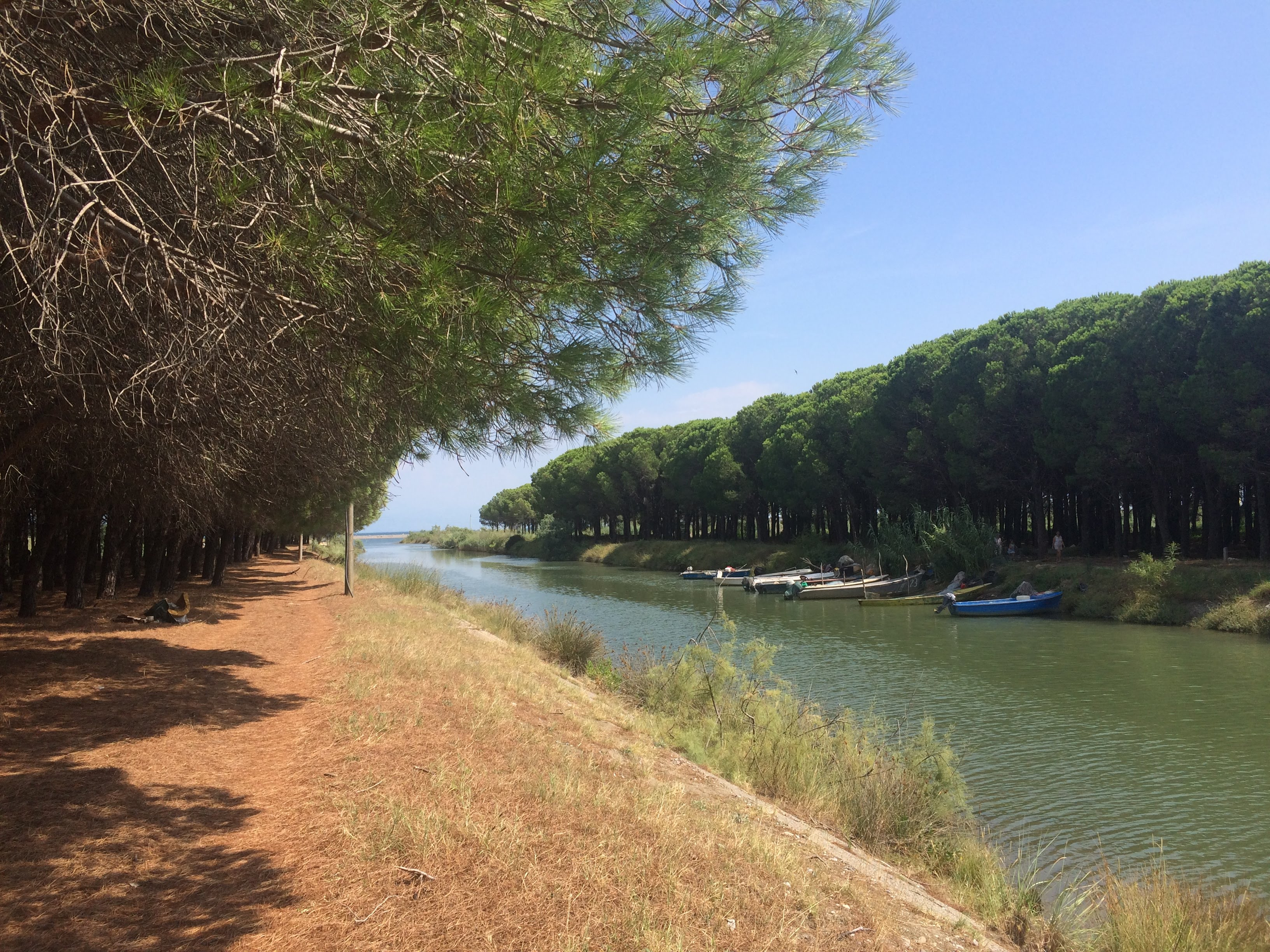
Laguna Viluni

Velipojë je nejseverněji a současně i nejzápadněji položeným albánským sídlem ležícím u břehu Jaderského moře. Západně od Velipojë prochází hranice Černé Hory, na níž ústí do moře řeka Buna. Velipojë leží v nížině, na severovýchodě je však obklopeno nízkým pohořím. Východně od Velipojë se nachází laguna Viluni.
Součástí Velipojë je i sousední letovisko Baks-Rrjoll a vesnice Luarz, Gomsiqe, Pulaj, Baks i Ri, Ças a Mal Kolaj.

## Turismus
Velipojë je vyhlášeným letoviskem zejména pro svoji 4,5 km dlouhou stejnojmennou pláž, na níž je dostupné velké množství vybavení pro turisty, jako jsou slunečníky, lehátka, lavičky a několik plážových barů a restaurací. Rovněž se zde nachází velké množství obchodů, hotelů a apartmánů. Oblast Velipojë je rovněž známá jako dobré místo pro pozorování ptáků, lov zvěře a rybaření. 
Velipojë je součástí chráněné oblasti Buna – Velipojë, která je známá pro výskyt mnoha endemických a ohrožených živočichů i rostlin. Žije zde například šakal obecný, medvěd hnědý a pelikán kadeřavý, v moři se vyskytuje delfín skákavý, kareta obrovská a kareta obecná. Oblast je klasifikována jako významné ptačí území (IBA) a významné rostlinné území (IPA). Oblast rovněž patří mezi biokoridory.